# Sunshine City

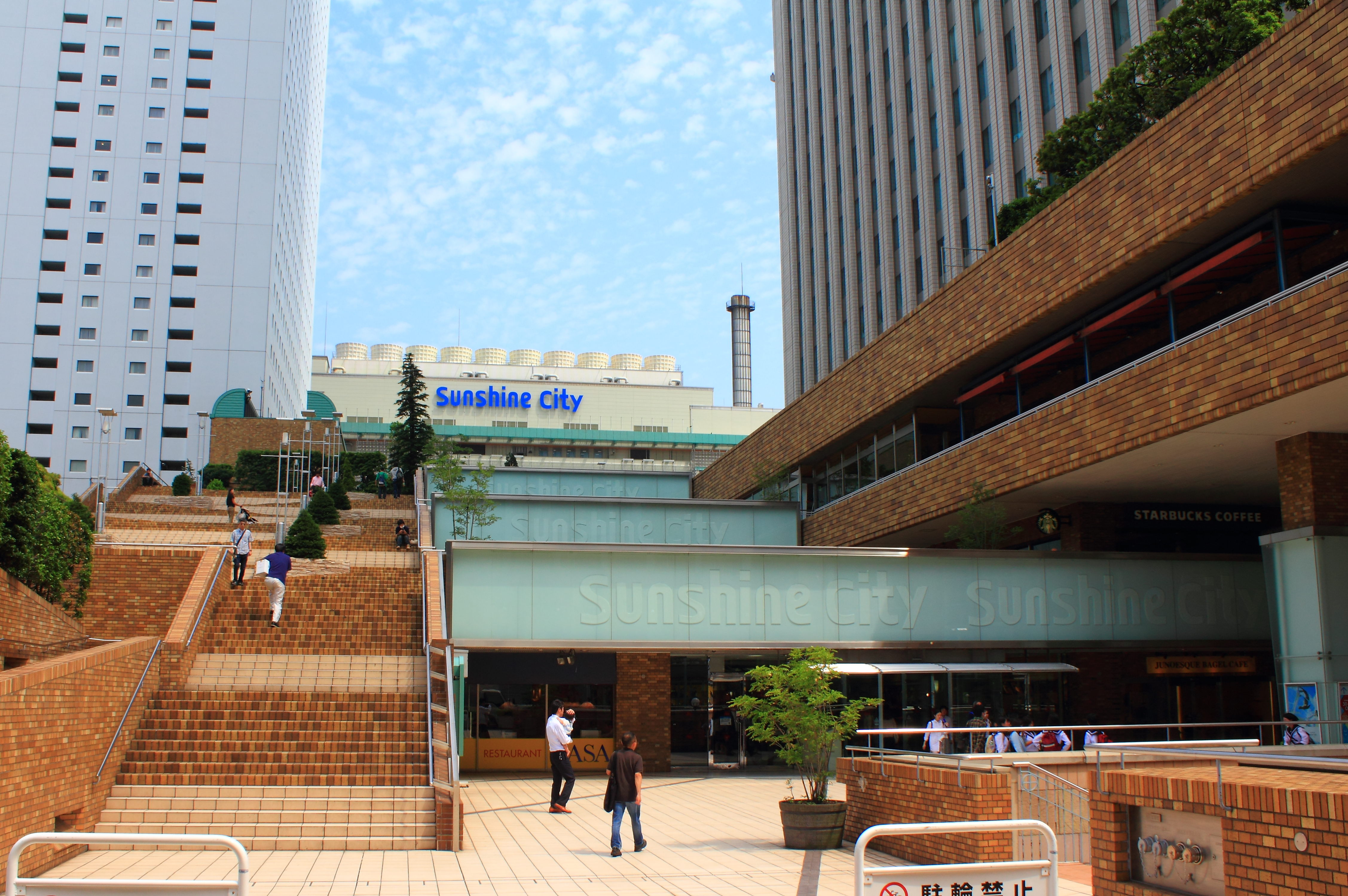
Sunshine City (2012)

Sunshine City (jap. サンシャインシティ, sanshain shiti) ist ein in den 1970er Jahren errichteter kommerzieller, multifunktionaler Stadtkomplex im nordwestlichen Zentrum Tokios, genauer im Stadtteil Higashi-Ikebukuro („Ost-Ikebukuro“) des Bezirks Toshima der japanischen Präfektur Tokio. Er besteht aus einer Vielzahl von Einrichtungen wie einem Aquarium, einer Sternwarte, einem Bürogebäude, Vergnügungseinrichtungen, Veranstaltungsräumen, einem Hotel sowie einem Einkaufszentrum. Sunshine City befindet sich in der Nähe vom Bahnhof Ikebukuro. Sunshine City verzeichnet jährlich bis zu 30.000.000 Besucher.